# Nola bicincta
Nola bicincta är en fjärilsart som beskrevs av George Francis Hampson 1905. Nola bicincta ingår i släktet Nola och familjen trågspinnare. Inga underarter finns listade i Catalogue of Life.